# Бардже
Ба̀рдже (на италиански и на пиемонтски: Barge) е градче и община в Северна Италия, провинция Кунео, регион Пиемонт. Разположено е на 372 m надморска височина. Населението на общината е 7893 души (към 2014 г.).